# ونکتشنگر
ونکتشنگر (به انگلیسی: Venkateshnagar) یک روستا در هند است که در Belgaum district واقع شده‌است.